# David Bruce
Sir David Bruce KCB FRS FRCP FRSE (29 tháng 5 năm 1855, Melbourne – 27 tháng 11 năm 1931) là một nhà bệnh học và vi sinh học Anh gốc Úc, người đã có một số đóng góp quan trọng cho y học nhiệt đới. Năm 1887, ông đã phát hiện ra một loại vi khuẩn, hiện được gọi là Brucella, nguyên nhân gây ra bệnh sốt Malta. Năm 1894, ông phát hiện ra một ký sinh trùng đơn bào tên Trypanosoma brucei, nguyên nhân gây nên bệnh ngủ trên vật nuôi.

## Tiểu sử
Bruce sinh ra ở Melbourne, Úc và có cha mẹ đều là người Scotland. Đến năm 5 tuổi thì ông theo gia đình trở về Scotland. Ông học trường Trường Phổ thông Stirling và sau đó theo học y khoa tại Đại học Edinburgh từ năm 1876. Ông tốt nghiệp vào năm 1881.
Ông được nhận Huy chương Leeuwenhoek vào năm 1915.
Brucella là một giống vi khuẩn được đặt theo tên ông. Brucella melitensis là nguyên nhân gây ra bệnh sốt hồi quy ở người và sẩy thai ở dê. Vi khuẩn lây truyền từ dê sang người qua sữa dê. Trypanosoma brucei là nguyên nhân gây bệnh ngủ cũng được đặt theo tên ông.

## Tên một số bệnh sốt hồi quy
Malta fever
Mediterranean fever
continued fever
Cyprus fever
goat fever
Gibraltar fever
mountain fever
Neapolitan fever
rock fever
slow fever
febris melitensis
febris undulans
Bruce's septicemia
melitensis septicemia
melitococcosis
Brucellosis
Brucelliasis